# Quatre dies de Dunkerque 2022
Els Quatre dies de Dunkerque 2022 fou la 66a edició dels Quatre dies de Dunkerque. La cursa es disputà en sis etapes, entre el 3 i el 8 de maig de 2022, amb inici i final a Dunkerque. La cursa formava part de l'UCI ProSeries amb una categoria 2.Pro.
El vencedor final fou el belga Philippe Gilbert (Lotto-Soudal). L'acompanyaren al podi Oliver Naesen (AG2R Citroën Team) i Jake Stewart (Groupama-FDJ).

## Equips
Divuit equips van prendre part en aquesta edició dels Quatre dies de Dunkerque: sis WorldTeams, vuit UCI ProTeams i quatre equips continentals.
| WorldTeams (6)- Lotto-Soudal - AG2R Citroën Team - Cofidis - Groupama-FDJ - Intermarché-Wanty-Gobert Matériaux - Team DSM ProTeams (8)- Alpecin-Fenix - B&B Hotels-KTM - Bingoal Pauwels Sauces WB - Burgos-BH - Human Powered Health - Sport Vlaanderen-Baloise - Arkéa-Samsic - TotalEnergies Equips continentals (4)- Go Sport-Roubaix Lille Métropole - Nice Métropole Côte d'Azur - Saint Michel-Auber 93 - UC Nantes Atlantique |
| |

## Etapes
| Etapa    | Data      | Ciutats d'etapa              | type              | Distància (km) | Desnivell (m) | Vencedor de l'etapa | Líder de la general |
| -------- | --------- | ---------------------------- | ----------------- | -------------- | ------------- | ------------------- | ------------------- |
| 1a etapa | 3 de maig | Dunkerque – Aniche           | etapa plana       | 161,1          | 713 m         | Arvid de Kleijn     | Arvid de Kleijn     |
| 2a etapa | 4 de maig | Béthune – Maubeuge           | etapa plana       | 181,5          | 1.089 m       | Jason Tesson        | Jason Tesson        |
| 3a etapa | 5 de maig | Péronne – Mont-Saint-Éloi    | etapa accidentada | 170            | 1.573 m       | Philippe Gilbert    | Arvid de Kleijn     |
| 4a etapa | 6 de maig | Mazingarbe – Aire-sur-la-Lys | etapa accidentada | 174,8          | 1.129 m       | Lionel Taminiaux    | Evaldas Šiškevičius |
| 5a etapa | 7 de maig | Roubaix – Cassel             | etapa accidentada | 183,7          | 2.336 m       | Gianni Vermeersch   | Philippe Gilbert    |
| 6a etapa | 8 de maig | Ardres – Dunkerque           | etapa plana       | 182,9          | 668 m         | Gerben Thijssen     | Philippe Gilbert    |

### Etapa 1
| \| Classificació de l'etapa \| Classificació de l'etapa \| Classificació de l'etapa \| Classificació de l'etapa \| Classificació de l'etapa \| \| Corredor \| Corredor \| Equip \| Temps \| \| \| ------------------------ \| ------------------------ \| ------------------------- \| ------------------------ \| ------------------------ \| \| 1r \| Arvid de Kleijn \| Human Powered Health \| 3h 31' 14" \| \| \| 2n \| Jason Tesson \| Saint Michel-Auber 93 \| + 0" \| \| \| 3r \| Nils Eekhoff \| Team DSM \| + 0" \| \| \| 4t \| Pierre Barbier \| B&B Hotels-KTM \| + 0" \| \| \| 5è \| Alexis Renard \| Cofidis \| + 0" \| \| \| 6è \| Arnaud De Lie \| Lotto-Soudal \| + 0" \| \| \| 7è \| Bram Welten \| Groupama-FDJ \| + 0" \| \| \| 8è \| Daniel McLay \| Arkéa-Samsic \| + 0" \| \| \| 9è \| Arne Marit \| Sport Vlaanderen-Baloise \| + 0" \| \| \| 10è \| Stanisław Aniołkowski \| Bingoal Pauwels Sauces WB \| + 0" \| \| |                       |                           |            |
| |                       |                           |            |
| Font: ProCyclingStats |                       |                           |            |
| Classificació de l'etapa |                       |                           |            |
| Corredor | Corredor              | Equip                     | Temps      |
| 1r | Arvid de Kleijn       | Human Powered Health      | 3h 31' 14" |
| 2n | Jason Tesson          | Saint Michel-Auber 93     | + 0"       |
| 3r | Nils Eekhoff          | Team DSM                  | + 0"       |
| 4t | Pierre Barbier        | B&B Hotels-KTM            | + 0"       |
| 5è | Alexis Renard         | Cofidis                   | + 0"       |
| 6è | Arnaud De Lie         | Lotto-Soudal              | + 0"       |
| 7è | Bram Welten           | Groupama-FDJ              | + 0"       |
| 8è | Daniel McLay          | Arkéa-Samsic              | + 0"       |
| 9è | Arne Marit            | Sport Vlaanderen-Baloise  | + 0"       |
| 10è | Stanisław Aniołkowski | Bingoal Pauwels Sauces WB | + 0"       |

| \| Classificació general \| Classificació general \| Classificació general \| Classificació general \| Classificació general \| \| Corredor \| Corredor \| Equip \| Temps \| \| \| --------------------- \| --------------------- \| -------------------------------- \| --------------------- \| --------------------- \| \| 1r \| Arvid de Kleijn \| Human Powered Health \| 3h 31' 04" \| \| \| 2n \| Jason Tesson \| Saint Michel-Auber 93 \| + 4" \| \| \| 3r \| Nils Eekhoff \| Team DSM \| + 6" \| \| \| 4t \| Cyril Barthe \| B&B Hotels-KTM \| + 6" \| \| \| 5è \| Milan Fretin \| Sport Vlaanderen-Baloise \| + 6" \| \| \| 6è \| Evaldas Šiškevičius \| Go Sport-Roubaix Lille Métropole \| + 6" \| \| \| 7è \| Clément Russo \| Arkéa-Samsic \| + 7" \| \| \| 8è \| Stanisław Aniołkowski \| Bingoal Pauwels Sauces WB \| + 8" \| \| \| 9è \| Axel Zingle \| Cofidis \| + 9" \| \| \| 10è \| Pierre Barbier \| B&B Hotels-KTM \| + 10" \| \| |                       |                                  |            |
| |                       |                                  |            |
| Font: ProCyclingStats |                       |                                  |            |
| Classificació general |                       |                                  |            |
| Corredor | Corredor              | Equip                            | Temps      |
| 1r | Arvid de Kleijn       | Human Powered Health             | 3h 31' 04" |
| 2n | Jason Tesson          | Saint Michel-Auber 93            | + 4"       |
| 3r | Nils Eekhoff          | Team DSM                         | + 6"       |
| 4t | Cyril Barthe          | B&B Hotels-KTM                   | + 6"       |
| 5è | Milan Fretin          | Sport Vlaanderen-Baloise         | + 6"       |
| 6è | Evaldas Šiškevičius   | Go Sport-Roubaix Lille Métropole | + 6"       |
| 7è | Clément Russo         | Arkéa-Samsic                     | + 7"       |
| 8è | Stanisław Aniołkowski | Bingoal Pauwels Sauces WB        | + 8"       |
| 9è | Axel Zingle           | Cofidis                          | + 9"       |
| 10è | Pierre Barbier        | B&B Hotels-KTM                   | + 10"      |

### Etapa 2
| \| Classificació de l'etapa \| Classificació de l'etapa \| Classificació de l'etapa \| Classificació de l'etapa \| Classificació de l'etapa \| \| Corredor \| Corredor \| Equip \| Temps \| \| \| ------------------------ \| ------------------------ \| ---------------------------------- \| ------------------------ \| ------------------------ \| \| 1r \| Jason Tesson \| Saint Michel-Auber 93 \| 4h 04' 25" \| \| \| 2n \| Gerben Thijssen \| Intermarché-Wanty-Gobert Matériaux \| + 0" \| \| \| 3r \| Thomas Boudat \| Go Sport-Roubaix Lille Métropole \| + 0" \| \| \| 4t \| Arvid de Kleijn \| Human Powered Health \| + 0" \| \| \| 5è \| Hugo Hofstetter \| Arkéa-Samsic \| + 0" \| \| \| 6è \| Clément Russo \| Arkéa-Samsic \| + 0" \| \| \| 7è \| Marc Sarreau \| AG2R Citroën Team \| + 0" \| \| \| 8è \| Lorrenzo Manzin \| TotalEnergies \| + 0" \| \| \| 9è \| Bram Welten \| Groupama-FDJ \| + 0" \| \| \| 10è \| Óscar Pelegrí \| Burgos-BH \| + 0" \| \| |                 |                                    |            |
| |                 |                                    |            |
| Font: ProCyclingStats |                 |                                    |            |
| Classificació de l'etapa |                 |                                    |            |
| Corredor | Corredor        | Equip                              | Temps      |
| 1r | Jason Tesson    | Saint Michel-Auber 93              | 4h 04' 25" |
| 2n | Gerben Thijssen | Intermarché-Wanty-Gobert Matériaux | + 0"       |
| 3r | Thomas Boudat   | Go Sport-Roubaix Lille Métropole   | + 0"       |
| 4t | Arvid de Kleijn | Human Powered Health               | + 0"       |
| 5è | Hugo Hofstetter | Arkéa-Samsic                       | + 0"       |
| 6è | Clément Russo   | Arkéa-Samsic                       | + 0"       |
| 7è | Marc Sarreau    | AG2R Citroën Team                  | + 0"       |
| 8è | Lorrenzo Manzin | TotalEnergies                      | + 0"       |
| 9è | Bram Welten     | Groupama-FDJ                       | + 0"       |
| 10è | Óscar Pelegrí   | Burgos-BH                          | + 0"       |

| \| Classificació general \| Classificació general \| Classificació general \| Classificació general \| Classificació general \| \| Corredor \| Corredor \| Equip \| Temps \| \| \| --------------------- \| --------------------- \| ---------------------------------- \| --------------------- \| --------------------- \| \| 1r \| Jason Tesson \| Saint Michel-Auber 93 \| 7h 35' 20" \| \| \| 2n \| Arvid de Kleijn \| Human Powered Health \| + 9" \| \| \| 3r \| Gerben Thijssen \| Intermarché-Wanty-Gobert Matériaux \| + 13" \| \| \| 4t \| Evaldas Šiškevičius \| Go Sport-Roubaix Lille Métropole \| + 13" \| \| \| 5è \| Nils Eekhoff \| Team DSM \| + 15" \| \| \| 6è \| Cyril Barthe \| B&B Hotels-KTM \| + 15" \| \| \| 7è \| Thomas Boudat \| Go Sport-Roubaix Lille Métropole \| + 15" \| \| \| 8è \| Clément Russo \| Arkéa-Samsic \| + 16" \| \| \| 9è \| Samuel Watson \| Équipe continentale Groupama-FDJ \| + 16" \| \| \| 10è \| Ángel Fuentes \| Burgos-BH \| + 16" \| \| |                     |                                    |            |
| |                     |                                    |            |
| Font: ProCyclingStats |                     |                                    |            |
| Classificació general |                     |                                    |            |
| Corredor | Corredor            | Equip                              | Temps      |
| 1r | Jason Tesson        | Saint Michel-Auber 93              | 7h 35' 20" |
| 2n | Arvid de Kleijn     | Human Powered Health               | + 9"       |
| 3r | Gerben Thijssen     | Intermarché-Wanty-Gobert Matériaux | + 13"      |
| 4t | Evaldas Šiškevičius | Go Sport-Roubaix Lille Métropole   | + 13"      |
| 5è | Nils Eekhoff        | Team DSM                           | + 15"      |
| 6è | Cyril Barthe        | B&B Hotels-KTM                     | + 15"      |
| 7è | Thomas Boudat       | Go Sport-Roubaix Lille Métropole   | + 15"      |
| 8è | Clément Russo       | Arkéa-Samsic                       | + 16"      |
| 9è | Samuel Watson       | Équipe continentale Groupama-FDJ   | + 16"      |
| 10è | Ángel Fuentes       | Burgos-BH                          | + 16"      |

### Etapa 3
| \| Classificació de l'etapa \| Classificació de l'etapa \| Classificació de l'etapa \| Classificació de l'etapa \| Classificació de l'etapa \| \| Corredor \| Corredor \| Equip \| Temps \| \| \| ------------------------ \| ------------------------ \| ---------------------------------- \| ------------------------ \| ------------------------ \| \| 1r \| Philippe Gilbert \| Lotto-Soudal \| 4h 22' 14" \| \| \| 2n \| Jason Tesson \| Saint Michel-Auber 93 \| + 0" \| \| \| 3r \| Julien Simon \| TotalEnergies \| + 0" \| \| \| 4t \| Pierre Barbier \| B&B Hotels-KTM \| + 0" \| \| \| 5è \| Hugo Hofstetter \| Arkéa-Samsic \| + 0" \| \| \| 6è \| Clément Russo \| Arkéa-Samsic \| + 0" \| \| \| 7è \| Baptiste Planckaert \| Intermarché-Wanty-Gobert Matériaux \| + 0" \| \| \| 8è \| Lionel Taminiaux \| Alpecin-Fenix \| + 0" \| \| \| 9è \| Marc Sarreau \| AG2R Citroën Team \| + 0" \| \| \| 10è \| Benjamin Thomas \| Cofidis \| + 0" \| \| |                     |                                    |            |
| |                     |                                    |            |
| Font: ProCyclingStats |                     |                                    |            |
| Classificació de l'etapa |                     |                                    |            |
| Corredor | Corredor            | Equip                              | Temps      |
| 1r | Philippe Gilbert    | Lotto-Soudal                       | 4h 22' 14" |
| 2n | Jason Tesson        | Saint Michel-Auber 93              | + 0"       |
| 3r | Julien Simon        | TotalEnergies                      | + 0"       |
| 4t | Pierre Barbier      | B&B Hotels-KTM                     | + 0"       |
| 5è | Hugo Hofstetter     | Arkéa-Samsic                       | + 0"       |
| 6è | Clément Russo       | Arkéa-Samsic                       | + 0"       |
| 7è | Baptiste Planckaert | Intermarché-Wanty-Gobert Matériaux | + 0"       |
| 8è | Lionel Taminiaux    | Alpecin-Fenix                      | + 0"       |
| 9è | Marc Sarreau        | AG2R Citroën Team                  | + 0"       |
| 10è | Benjamin Thomas     | Cofidis                            | + 0"       |

| \| Classificació general \| Classificació general \| Classificació general \| Classificació general \| Classificació general \| \| Corredor \| Corredor \| Equip \| Temps \| \| \| --------------------- \| --------------------- \| ---------------------------------- \| --------------------- \| --------------------- \| \| 1r \| Arvid de Kleijn \| Human Powered Health \| 11h 57' 43" \| \| \| 2n \| Philippe Gilbert \| Lotto-Soudal \| + 0" \| \| \| 3r \| Samuel Leroux \| Go Sport-Roubaix Lille Métropole \| + 1" \| \| \| 4t \| Gerben Thijssen \| Intermarché-Wanty-Gobert Matériaux \| + 4" \| \| \| 5è \| Evaldas Šiškevičius \| Go Sport-Roubaix Lille Métropole \| + 4" \| \| \| 6è \| Thomas Boudat \| Go Sport-Roubaix Lille Métropole \| + 6" \| \| \| 7è \| Nils Eekhoff \| Team DSM \| + 6" \| \| \| 8è \| Cyril Barthe \| B&B Hotels-KTM \| + 6" \| \| \| 9è \| Julien Simon \| TotalEnergies \| + 6" \| \| \| 10è \| Clément Russo \| Arkéa-Samsic \| + 7" \| \| |                     |                                    |             |
| |                     |                                    |             |
| Font: ProCyclingStats |                     |                                    |             |
| Classificació general |                     |                                    |             |
| Corredor | Corredor            | Equip                              | Temps       |
| 1r | Arvid de Kleijn     | Human Powered Health               | 11h 57' 43" |
| 2n | Philippe Gilbert    | Lotto-Soudal                       | + 0"        |
| 3r | Samuel Leroux       | Go Sport-Roubaix Lille Métropole   | + 1"        |
| 4t | Gerben Thijssen     | Intermarché-Wanty-Gobert Matériaux | + 4"        |
| 5è | Evaldas Šiškevičius | Go Sport-Roubaix Lille Métropole   | + 4"        |
| 6è | Thomas Boudat       | Go Sport-Roubaix Lille Métropole   | + 6"        |
| 7è | Nils Eekhoff        | Team DSM                           | + 6"        |
| 8è | Cyril Barthe        | B&B Hotels-KTM                     | + 6"        |
| 9è | Julien Simon        | TotalEnergies                      | + 6"        |
| 10è | Clément Russo       | Arkéa-Samsic                       | + 7"        |

### Etapa 4
| \| Classificació de l'etapa \| Classificació de l'etapa \| Classificació de l'etapa \| Classificació de l'etapa \| Classificació de l'etapa \| \| Corredor \| Corredor \| Equip \| Temps \| \| \| ------------------------ \| --------------------------- \| ---------------------------------- \| ------------------------ \| ------------------------ \| \| 1r \| Lionel Taminiaux \| Alpecin-Fenix \| 4h 01' 54" \| \| \| 2n \| Stanisław Aniołkowski \| Bingoal Pauwels Sauces WB \| + 0" \| \| \| 3r \| Gerben Thijssen \| Intermarché-Wanty-Gobert Matériaux \| + 0" \| \| \| 4t \| Lorrenzo Manzin \| TotalEnergies \| + 0" \| \| \| 5è \| Arvid de Kleijn \| Human Powered Health \| + 0" \| \| \| 6è \| Bram Welten \| Groupama-FDJ \| + 0" \| \| \| 7è \| Reinardt Janse van Rensburg \| Lotto-Soudal \| + 0" \| \| \| 8è \| Jules Hesters \| Sport Vlaanderen-Baloise \| + 0" \| \| \| 9è \| Nils Eekhoff \| Team DSM \| + 0" \| \| \| 10è \| Mihkel Räim \| Burgos-BH \| + 0" \| \| |                             |                                    |            |
| |                             |                                    |            |
| Font: ProCyclingStats |                             |                                    |            |
| Classificació de l'etapa |                             |                                    |            |
| Corredor | Corredor                    | Equip                              | Temps      |
| 1r | Lionel Taminiaux            | Alpecin-Fenix                      | 4h 01' 54" |
| 2n | Stanisław Aniołkowski       | Bingoal Pauwels Sauces WB          | + 0"       |
| 3r | Gerben Thijssen             | Intermarché-Wanty-Gobert Matériaux | + 0"       |
| 4t | Lorrenzo Manzin             | TotalEnergies                      | + 0"       |
| 5è | Arvid de Kleijn             | Human Powered Health               | + 0"       |
| 6è | Bram Welten                 | Groupama-FDJ                       | + 0"       |
| 7è | Reinardt Janse van Rensburg | Lotto-Soudal                       | + 0"       |
| 8è | Jules Hesters               | Sport Vlaanderen-Baloise           | + 0"       |
| 9è | Nils Eekhoff                | Team DSM                           | + 0"       |
| 10è | Mihkel Räim                 | Burgos-BH                          | + 0"       |

| \| Classificació general \| Classificació general \| Classificació general \| Classificació general \| Classificació general \| \| Corredor \| Corredor \| Equip \| Temps \| \| \| --------------------- \| --------------------- \| ---------------------------------- \| --------------------- \| --------------------- \| \| 1r \| Evaldas Šiškevičius \| Go Sport-Roubaix Lille Métropole \| 15h 59' 36" \| \| \| 2n \| Gerben Thijssen \| Intermarché-Wanty-Gobert Matériaux \| + 1" \| \| \| 3r \| Arvid de Kleijn \| Human Powered Health \| + 1" \| \| \| 4t \| Lionel Taminiaux \| Alpecin-Fenix \| + 1" \| \| \| 5è \| Philippe Gilbert \| Lotto-Soudal \| + 1" \| \| \| 6è \| Samuel Leroux \| Go Sport-Roubaix Lille Métropole \| + 2" \| \| \| 7è \| Stanisław Aniołkowski \| Bingoal Pauwels Sauces WB \| + 3" \| \| \| 8è \| Alexandre Delettre \| Cofidis \| + 6" \| \| \| 9è \| Nils Eekhoff \| Team DSM \| + 7" \| \| \| 10è \| Thomas Boudat \| Go Sport-Roubaix Lille Métropole \| + 7" \| \| |                       |                                    |             |
| |                       |                                    |             |
| Font: ProCyclingStats |                       |                                    |             |
| Classificació general |                       |                                    |             |
| Corredor | Corredor              | Equip                              | Temps       |
| 1r | Evaldas Šiškevičius   | Go Sport-Roubaix Lille Métropole   | 15h 59' 36" |
| 2n | Gerben Thijssen       | Intermarché-Wanty-Gobert Matériaux | + 1"        |
| 3r | Arvid de Kleijn       | Human Powered Health               | + 1"        |
| 4t | Lionel Taminiaux      | Alpecin-Fenix                      | + 1"        |
| 5è | Philippe Gilbert      | Lotto-Soudal                       | + 1"        |
| 6è | Samuel Leroux         | Go Sport-Roubaix Lille Métropole   | + 2"        |
| 7è | Stanisław Aniołkowski | Bingoal Pauwels Sauces WB          | + 3"        |
| 8è | Alexandre Delettre    | Cofidis                            | + 6"        |
| 9è | Nils Eekhoff          | Team DSM                           | + 7"        |
| 10è | Thomas Boudat         | Go Sport-Roubaix Lille Métropole   | + 7"        |

### Etapa 5
| \| Classificació de l'etapa \| Classificació de l'etapa \| Classificació de l'etapa \| Classificació de l'etapa \| Classificació de l'etapa \| \| Corredor \| Corredor \| Equip \| Temps \| \| \| ------------------------ \| ------------------------ \| ---------------------------------- \| ------------------------ \| ------------------------ \| \| 1r \| Gianni Vermeersch \| Alpecin-Fenix \| 4h 39' 56" \| \| \| 2n \| Oliver Naesen \| AG2R Citroën Team \| + 0" \| \| \| 3r \| Jake Stewart \| Groupama-FDJ \| + 0" \| \| \| 4t \| Philippe Gilbert \| Lotto-Soudal \| + 0" \| \| \| 5è \| Benjamin Thomas \| Cofidis \| + 0" \| \| \| 6è \| Baptiste Planckaert \| Intermarché-Wanty-Gobert Matériaux \| + 0" \| \| \| 7è \| Damien Touzé \| AG2R Citroën Team \| + 8" \| \| \| 8è \| Julien Simon \| TotalEnergies \| + 8" \| \| \| 9è \| Andreas Kron \| Lotto-Soudal \| + 8" \| \| \| 10è \| Lorrenzo Manzin \| TotalEnergies \| + 8" \| \| |                     |                                    |            |
| |                     |                                    |            |
| Font: ProCyclingStats |                     |                                    |            |
| Classificació de l'etapa |                     |                                    |            |
| Corredor | Corredor            | Equip                              | Temps      |
| 1r | Gianni Vermeersch   | Alpecin-Fenix                      | 4h 39' 56" |
| 2n | Oliver Naesen       | AG2R Citroën Team                  | + 0"       |
| 3r | Jake Stewart        | Groupama-FDJ                       | + 0"       |
| 4t | Philippe Gilbert    | Lotto-Soudal                       | + 0"       |
| 5è | Benjamin Thomas     | Cofidis                            | + 0"       |
| 6è | Baptiste Planckaert | Intermarché-Wanty-Gobert Matériaux | + 0"       |
| 7è | Damien Touzé        | AG2R Citroën Team                  | + 8"       |
| 8è | Julien Simon        | TotalEnergies                      | + 8"       |
| 9è | Andreas Kron        | Lotto-Soudal                       | + 8"       |
| 10è | Lorrenzo Manzin     | TotalEnergies                      | + 8"       |

| \| Classificació general \| Classificació general \| Classificació general \| Classificació general \| Classificació general \| \| Corredor \| Corredor \| Equip \| Temps \| \| \| --------------------- \| --------------------- \| ---------------------------------- \| --------------------- \| --------------------- \| \| 1r \| Philippe Gilbert \| Lotto-Soudal \| 20h 39' 33" \| \| \| 2n \| Oliver Naesen \| AG2R Citroën Team \| + 4" \| \| \| 3r \| Jake Stewart \| Groupama-FDJ \| + 5" \| \| \| 4t \| Benjamin Thomas \| Cofidis \| + 10" \| \| \| 5è \| Baptiste Planckaert \| Intermarché-Wanty-Gobert Matériaux \| + 10" \| \| \| 6è \| Julien Simon \| TotalEnergies \| + 14" \| \| \| 7è \| Romain Cardis \| Saint Michel-Auber 93 \| + 16" \| \| \| 8è \| Lorrenzo Manzin \| TotalEnergies \| + 17" \| \| \| 9è \| Hugo Hofstetter \| Arkéa-Samsic \| + 18" \| \| \| 10è \| Damien Touzé \| AG2R Citroën Team \| + 18" \| \| |                     |                                    |             |
| |                     |                                    |             |
| Font: ProCyclingStats |                     |                                    |             |
| Classificació general |                     |                                    |             |
| Corredor | Corredor            | Equip                              | Temps       |
| 1r | Philippe Gilbert    | Lotto-Soudal                       | 20h 39' 33" |
| 2n | Oliver Naesen       | AG2R Citroën Team                  | + 4"        |
| 3r | Jake Stewart        | Groupama-FDJ                       | + 5"        |
| 4t | Benjamin Thomas     | Cofidis                            | + 10"       |
| 5è | Baptiste Planckaert | Intermarché-Wanty-Gobert Matériaux | + 10"       |
| 6è | Julien Simon        | TotalEnergies                      | + 14"       |
| 7è | Romain Cardis       | Saint Michel-Auber 93              | + 16"       |
| 8è | Lorrenzo Manzin     | TotalEnergies                      | + 17"       |
| 9è | Hugo Hofstetter     | Arkéa-Samsic                       | + 18"       |
| 10è | Damien Touzé        | AG2R Citroën Team                  | + 18"       |

### Etapa 6
| \| Classificació de l'etapa \| Classificació de l'etapa \| Classificació de l'etapa \| Classificació de l'etapa \| Classificació de l'etapa \| \| Corredor \| Corredor \| Equip \| Temps \| \| \| ------------------------ \| ------------------------ \| ---------------------------------- \| ------------------------ \| ------------------------ \| \| 1r \| Gerben Thijssen \| Intermarché-Wanty-Gobert Matériaux \| 4h 20' 53" \| \| \| 2n \| Hugo Hofstetter \| Arkéa-Samsic \| + 0" \| \| \| 3r \| Lorrenzo Manzin \| TotalEnergies \| + 0" \| \| \| 4t \| Lionel Taminiaux \| Alpecin-Fenix \| + 0" \| \| \| 5è \| Pierre Barbier \| B&B Hotels-KTM \| + 0" \| \| \| 6è \| Stanisław Aniołkowski \| Bingoal Pauwels Sauces WB \| + 0" \| \| \| 7è \| Jason Tesson \| Saint Michel-Auber 93 \| + 0" \| \| \| 8è \| Benjamin Thomas \| Cofidis \| + 0" \| \| \| 9è \| Niklas Märkl \| Team DSM \| + 0" \| \| \| 10è \| Jake Stewart \| Groupama-FDJ \| + 0" \| \| |                       |                                    |            |
| |                       |                                    |            |
| Font: ProCyclingStats |                       |                                    |            |
| Classificació de l'etapa |                       |                                    |            |
| Corredor | Corredor              | Equip                              | Temps      |
| 1r | Gerben Thijssen       | Intermarché-Wanty-Gobert Matériaux | 4h 20' 53" |
| 2n | Hugo Hofstetter       | Arkéa-Samsic                       | + 0"       |
| 3r | Lorrenzo Manzin       | TotalEnergies                      | + 0"       |
| 4t | Lionel Taminiaux      | Alpecin-Fenix                      | + 0"       |
| 5è | Pierre Barbier        | B&B Hotels-KTM                     | + 0"       |
| 6è | Stanisław Aniołkowski | Bingoal Pauwels Sauces WB          | + 0"       |
| 7è | Jason Tesson          | Saint Michel-Auber 93              | + 0"       |
| 8è | Benjamin Thomas       | Cofidis                            | + 0"       |
| 9è | Niklas Märkl          | Team DSM                           | + 0"       |
| 10è | Jake Stewart          | Groupama-FDJ                       | + 0"       |

## Classificació final
| \| Classificació general \| Classificació general \| Classificació general \| Classificació general \| Classificació general \| \| Corredor \| Corredor \| Equip \| Temps \| \| \| --------------------- \| --------------------- \| ---------------------------------- \| --------------------- \| --------------------- \| \| 1r \| Philippe Gilbert \| Lotto-Soudal \| 25h 00' 26" \| \| \| 2n \| Oliver Naesen \| AG2R Citroën Team \| + 4" \| \| \| 3r \| Jake Stewart \| Groupama-FDJ \| + 5" \| \| \| 4t \| Benjamin Thomas \| Cofidis \| + 10" \| \| \| 5è \| Baptiste Planckaert \| Intermarché-Wanty-Gobert Matériaux \| + 10" \| \| \| 6è \| Hugo Hofstetter \| Arkéa-Samsic \| + 12" \| \| \| 7è \| Lorrenzo Manzin \| TotalEnergies \| + 13" \| \| \| 8è \| Julien Simon \| TotalEnergies \| + 14" \| \| \| 9è \| Romain Cardis \| Saint Michel-Auber 93 \| + 16" \| \| \| 10è \| Damien Touzé \| AG2R Citroën Team \| + 18" \| \| |                     |                                    |             |
| |                     |                                    |             |
| Font: ProCyclingStats |                     |                                    |             |
| Classificació general |                     |                                    |             |
| Corredor | Corredor            | Equip                              | Temps       |
| 1r | Philippe Gilbert    | Lotto-Soudal                       | 25h 00' 26" |
| 2n | Oliver Naesen       | AG2R Citroën Team                  | + 4"        |
| 3r | Jake Stewart        | Groupama-FDJ                       | + 5"        |
| 4t | Benjamin Thomas     | Cofidis                            | + 10"       |
| 5è | Baptiste Planckaert | Intermarché-Wanty-Gobert Matériaux | + 10"       |
| 6è | Hugo Hofstetter     | Arkéa-Samsic                       | + 12"       |
| 7è | Lorrenzo Manzin     | TotalEnergies                      | + 13"       |
| 8è | Julien Simon        | TotalEnergies                      | + 14"       |
| 9è | Romain Cardis       | Saint Michel-Auber 93              | + 16"       |
| 10è | Damien Touzé        | AG2R Citroën Team                  | + 18"       |

### Classificacions secundàries
| Classificació per punts | Classificació per punts | Classificació per punts            | Classificació per punts | Classificació per punts |
| Corredor                | Corredor                | Equip                              | Punts                   |                         |
| ----------------------- | ----------------------- | ---------------------------------- | ----------------------- | ----------------------- |
| 1r                      | Jason Tesson            | Saint Michel-Auber 93              | 43 pts                  |                         |
| 2n                      | Gerben Thijssen         | Intermarché-Wanty-Gobert Matériaux | 36 pts                  |                         |
| 3r                      | Arvid de Kleijn         | Human Powered Health               | 28 pts                  |                         |
| 4t                      | Lionel Taminiaux        | Alpecin-Fenix                      | 25 pts                  |                         |
| 5è                      | Hugo Hofstetter         | Arkéa-Samsic                       | 24 pts                  |                         |
| 6è                      | Philippe Gilbert        | Lotto-Soudal                       | 22 pts                  |                         |
| 7è                      | Lorrenzo Manzin         | TotalEnergies                      | 21 pts                  |                         |
| 8è                      | Pierre Barbier          | B&B Hotels-KTM                     | 20 pts                  |                         |
| 9è                      | Stanisław Aniołkowski   | Bingoal Pauwels Sauces WB          | 20 pts                  |                         |
| 10è                     | Clément Russo           | Arkéa-Samsic                       | 13 pts                  |                         |

| Classificació per punts | Classificació per punts | Classificació per punts            | Classificació per punts | Classificació per punts |
| Corredor                | Corredor                | Equip                              | Punts                   |                         |
| ----------------------- | ----------------------- | ---------------------------------- | ----------------------- | ----------------------- |
| 1r                      | Jason Tesson            | Saint Michel-Auber 93              | 43 pts                  |                         |
| 2n                      | Gerben Thijssen         | Intermarché-Wanty-Gobert Matériaux | 36 pts                  |                         |
| 3r                      | Arvid de Kleijn         | Human Powered Health               | 28 pts                  |                         |
| 4t                      | Lionel Taminiaux        | Alpecin-Fenix                      | 25 pts                  |                         |
| 5è                      | Hugo Hofstetter         | Arkéa-Samsic                       | 24 pts                  |                         |
| 6è                      | Philippe Gilbert        | Lotto-Soudal                       | 22 pts                  |                         |
| 7è                      | Lorrenzo Manzin         | TotalEnergies                      | 21 pts                  |                         |
| 8è                      | Pierre Barbier          | B&B Hotels-KTM                     | 20 pts                  |                         |
| 9è                      | Stanisław Aniołkowski   | Bingoal Pauwels Sauces WB          | 20 pts                  |                         |
| 10è                     | Clément Russo           | Arkéa-Samsic                       | 13 pts                  |                         |

| Classificació de la muntanya | Classificació de la muntanya | Classificació de la muntanya     | Classificació de la muntanya | Classificació de la muntanya |
| Corredor                     | Corredor                     | Equip                            | Punts                        |                              |
| ---------------------------- | ---------------------------- | -------------------------------- | ---------------------------- | ---------------------------- |
| 1r                           | Alex Colman                  | Sport Vlaanderen-Baloise         | 40 pts                       |                              |
| 2n                           | Michael Gogl                 | Alpecin-Fenix                    | 17 pts                       |                              |
| 3r                           | Louis Blouwe                 | Bingoal Pauwels Sauces WB        | 11 pts                       |                              |
| 4t                           | Samuel Leroux                | Go Sport-Roubaix Lille Métropole | 10 pts                       |                              |
| 5è                           | Mathieu Ladagnous            | Groupama-FDJ                     | 9 pts                        |                              |
| 6è                           | Milan Fretin                 | Sport Vlaanderen-Baloise         | 8 pts                        |                              |
| 7è                           | Evaldas Šiškevičius          | Go Sport-Roubaix Lille Métropole | 6 pts                        |                              |
| 8è                           | Cyril Barthe                 | B&B Hotels-KTM                   | 5 pts                        |                              |
| 9è                           | Robert Stannard              | Alpecin-Fenix                    | 4 pts                        |                              |
| 10è                          | Gilles De Wilde              | Sport Vlaanderen-Baloise         | 4 pts                        |                              |

| Classificació de la muntanya | Classificació de la muntanya | Classificació de la muntanya     | Classificació de la muntanya | Classificació de la muntanya |
| Corredor                     | Corredor                     | Equip                            | Punts                        |                              |
| ---------------------------- | ---------------------------- | -------------------------------- | ---------------------------- | ---------------------------- |
| 1r                           | Alex Colman                  | Sport Vlaanderen-Baloise         | 40 pts                       |                              |
| 2n                           | Michael Gogl                 | Alpecin-Fenix                    | 17 pts                       |                              |
| 3r                           | Louis Blouwe                 | Bingoal Pauwels Sauces WB        | 11 pts                       |                              |
| 4t                           | Samuel Leroux                | Go Sport-Roubaix Lille Métropole | 10 pts                       |                              |
| 5è                           | Mathieu Ladagnous            | Groupama-FDJ                     | 9 pts                        |                              |
| 6è                           | Milan Fretin                 | Sport Vlaanderen-Baloise         | 8 pts                        |                              |
| 7è                           | Evaldas Šiškevičius          | Go Sport-Roubaix Lille Métropole | 6 pts                        |                              |
| 8è                           | Cyril Barthe                 | B&B Hotels-KTM                   | 5 pts                        |                              |
| 9è                           | Robert Stannard              | Alpecin-Fenix                    | 4 pts                        |                              |
| 10è                          | Gilles De Wilde              | Sport Vlaanderen-Baloise         | 4 pts                        |                              |

| Classificació del millor jove | Classificació del millor jove | Classificació del millor jove      | Classificació del millor jove | Classificació del millor jove |
| Corredor                      | Corredor                      | Equip                              | Temps                         |                               |
| ----------------------------- | ----------------------------- | ---------------------------------- | ----------------------------- | ----------------------------- |
| 1r                            | Jake Stewart                  | Groupama-FDJ                       | 25h 00' 31"                   |                               |
| 2n                            | Andreas Kron                  | Lotto-Soudal                       | + 13"                         |                               |
| 3r                            | Hugo Page                     | Intermarché-Wanty-Gobert Matériaux | + 17"                         |                               |
| 4t                            | Joris Delbove                 | Saint Michel-Auber 93              | + 54"                         |                               |
| 5è                            | Ward Vanhoof                  | Sport Vlaanderen-Baloise           | + 1' 12"                      |                               |
| 6è                            | Samuel Watson                 | Équipe continentale Groupama-FDJ   | + 1' 12"                      |                               |
| 7è                            | Hugo Toumire                  | Cofidis                            | + 1' 32"                      |                               |
| 8è                            | Paul Lapeira                  | AG2R Citroën Team                  | + 1' 38"                      |                               |
| 9è                            | Laurence Pithie               | Équipe continentale Groupama-FDJ   | + 1' 39"                      |                               |
| 10è                           | Ruben Apers                   | Sport Vlaanderen-Baloise           | + 1' 52"                      |                               |

| Classificació del millor jove | Classificació del millor jove | Classificació del millor jove      | Classificació del millor jove | Classificació del millor jove |
| Corredor                      | Corredor                      | Equip                              | Temps                         |                               |
| ----------------------------- | ----------------------------- | ---------------------------------- | ----------------------------- | ----------------------------- |
| 1r                            | Jake Stewart                  | Groupama-FDJ                       | 25h 00' 31"                   |                               |
| 2n                            | Andreas Kron                  | Lotto-Soudal                       | + 13"                         |                               |
| 3r                            | Hugo Page                     | Intermarché-Wanty-Gobert Matériaux | + 17"                         |                               |
| 4t                            | Joris Delbove                 | Saint Michel-Auber 93              | + 54"                         |                               |
| 5è                            | Ward Vanhoof                  | Sport Vlaanderen-Baloise           | + 1' 12"                      |                               |
| 6è                            | Samuel Watson                 | Équipe continentale Groupama-FDJ   | + 1' 12"                      |                               |
| 7è                            | Hugo Toumire                  | Cofidis                            | + 1' 32"                      |                               |
| 8è                            | Paul Lapeira                  | AG2R Citroën Team                  | + 1' 38"                      |                               |
| 9è                            | Laurence Pithie               | Équipe continentale Groupama-FDJ   | + 1' 39"                      |                               |
| 10è                           | Ruben Apers                   | Sport Vlaanderen-Baloise           | + 1' 52"                      |                               |

| Classificació per equips | Classificació per equips           | Classificació per equips | Classificació per equips |
| Equip                    | Equip                              | Temps                    |                          |
| ------------------------ | ---------------------------------- | ------------------------ | ------------------------ |
| 1r                       | Lotto-Soudal                       | 75h 02' 34"              |                          |
| 2n                       | B&B Hotels-KTM                     | + 16"                    |                          |
| 3r                       | Saint Michel-Auber 93              | + 28"                    |                          |
| 4t                       | Cofidis                            | + 46"                    |                          |
| 5è                       | Groupama-FDJ                       | + 51"                    |                          |
| 6è                       | AG2R Citroën Team                  | + 55"                    |                          |
| 7è                       | Intermarché-Wanty-Gobert Matériaux | + 1' 13"                 |                          |
| 8è                       | Alpecin-Fenix                      | + 1' 39"                 |                          |
| 9è                       | Go Sport-Roubaix Lille Métropole   | + 2' 21"                 |                          |
| 10è                      | TotalEnergies                      | + 3' 51"                 |                          |

| Classificació per equips | Classificació per equips           | Classificació per equips | Classificació per equips |
| Equip                    | Equip                              | Temps                    |                          |
| ------------------------ | ---------------------------------- | ------------------------ | ------------------------ |
| 1r                       | Lotto-Soudal                       | 75h 02' 34"              |                          |
| 2n                       | B&B Hotels-KTM                     | + 16"                    |                          |
| 3r                       | Saint Michel-Auber 93              | + 28"                    |                          |
| 4t                       | Cofidis                            | + 46"                    |                          |
| 5è                       | Groupama-FDJ                       | + 51"                    |                          |
| 6è                       | AG2R Citroën Team                  | + 55"                    |                          |
| 7è                       | Intermarché-Wanty-Gobert Matériaux | + 1' 13"                 |                          |
| 8è                       | Alpecin-Fenix                      | + 1' 39"                 |                          |
| 9è                       | Go Sport-Roubaix Lille Métropole   | + 2' 21"                 |                          |
| 10è                      | TotalEnergies                      | + 3' 51"                 |                          |

## Evolució de les classificacions
| Etapa                  | Vencedor               | Classificació general | Classificació de la muntanya | Classificació per punts | Classificació dels joves | Classificació per equips |
| ---------------------- | ---------------------- | --------------------- | ---------------------------- | ----------------------- | ------------------------ | ------------------------ |
| 1                      | Arvid de Kleijn        | Arvid de Kleijn       | Milan Fretin                 | Arvid de Kleijn         | Jason Tesson             | Groupama-FDJ             |
| 2                      | Jason Tesson           | Jason Tesson          | Alex Colman                  | Jason Tesson            | Jason Tesson             | Groupama-FDJ             |
| 3                      | Philippe Gilbert       | Arvid de Kleijn       | Alex Colman                  | Jason Tesson            | Gerben Thijssen          | Arkéa-Samsic             |
| 4                      | Lionel Taminiaux       | Evaldas Šiškevičius   | Alex Colman                  | Jason Tesson            | Gerben Thijssen          | Arkéa-Samsic             |
| 5                      | Gianni Vermeersch      | Philippe Gilbert      | Alex Colman                  | Jason Tesson            | Jake Stewart             | Lotto-Soudal             |
| 6                      | Gerben Thijssen        | Philippe Gilbert      | Alex Colman                  | Jason Tesson            | Jake Stewart             | Lotto-Soudal             |
| Classificacions finals | Classificacions finals | Philippe Gilbert      | Alex Colman                  | Jason Tesson            | Jake Stewart             | Lotto-Soudal             |